# Janice Nadeau

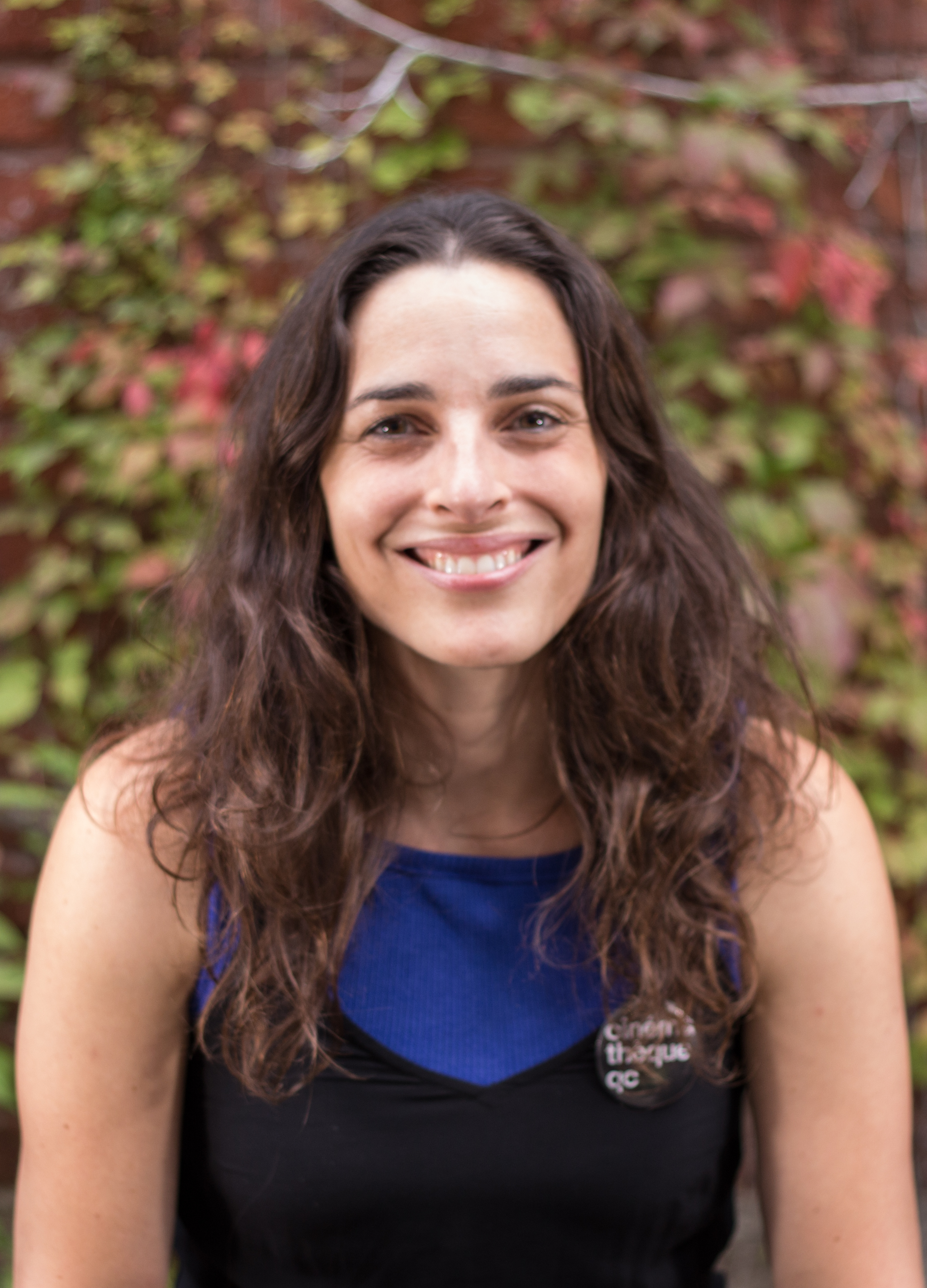
Janice Nadeau

Janice Nadeau (* 31. Dezember 1977 in Gatineau, Quebec, Kanada) ist eine kanadische Illustratorin, künstlerische Leiterin und Animationsfilmerin.

## Leben
Janice Nadeau studierte Grafikdesign an der  Université du Québec à Montréal sowie Illustration am École supérieure des arts décoratifs in Straßburg.  Im Jahr 2005 war sie für die Illustration des Programms Corteo bei der internationalen Tournee des Cirque du Soleil zuständig. Sie illustrierte eine Reihe von Büchern und wurde dreimal mit dem Governor General's Award, dem renommiertesten Kanadischen Literaturpreis, in der Sparte für Illustration ausgezeichnet. Den Preis erhielt sie für die Werke No fish where to go (Les 400 coups, 2003), Ma meilleure amie (Québec Amérique, 2007) und Harvey (la Pastèque, 2009). In der Animations-Verfilmung  von No fish where to go als Kurzfilm des National Film Board of Canada (NFB) wirkte sie 2014 als Co-Regisseurin mit. Der Film gewann den Preis der internationalen Filmkritik (FIPRESCI-Preis) auf dem Internationalen Trickfilmfestival von Annecy, wo er im Juni 2014 seine Weltpremiere hatte.
Ein weiteres Werk ist ihr animierter Kurzfilm Mamie, den sie für die französische Produktionsfirma Folimage in Koproduktion mit dem National Film Board of Canada geschrieben und inszeniert hat.
Nadeau lehrt Illustration an der Schule für Design an der Université du Québec à Montréal. Seit 2018 ist sie Doktorandin in Filmwissenschaft an der Universität Montréal. Das Thema der Doktorarbeit lautet „Die Prozesse der kreativen Aneignung im Animationsfilm: Ausdruck und Experimentieren mit grafischen und digitalen Techniken und Technologien“.

## Auszeichnungen
Nadeau erhielt diverse Auszeichnungen:
- 2014: International Film Critics Awards (FIPRESCI) auf dem Annecy Festival für No fish where to go.
- 2013: Animation director in residence in der Abtei Fontevrault
- 2013: Folimage-Preis beim Internationalen Animationsfilmfestival Annecy für Mamie.
- 2012: Sprint for you Script! – SODEC/SARTEC Prize for Mamie.
- 2005, 2007, 2011: The White Ravens, Deutschland.
- 2004, 2007, 2010: Applied Arts Awards Annual.
- 2004, 2008, 2009: Governor General's Award.
- 2004, 2008, 2009: LUX Award für die beste Illustration „Best Illustration“.
- 2004: Marcel Couture Award, Buchmesse Montreal